# Miguel de Fuenllana
Miguel de Fuenllana (* um 1525 in Navalcarnero bei Madrid; † zwischen etwa 1590 und 1606) war ein spanischer Vihuela-Spieler, Gitarrist und Komponist der Renaissance.

## Leben und Wirken

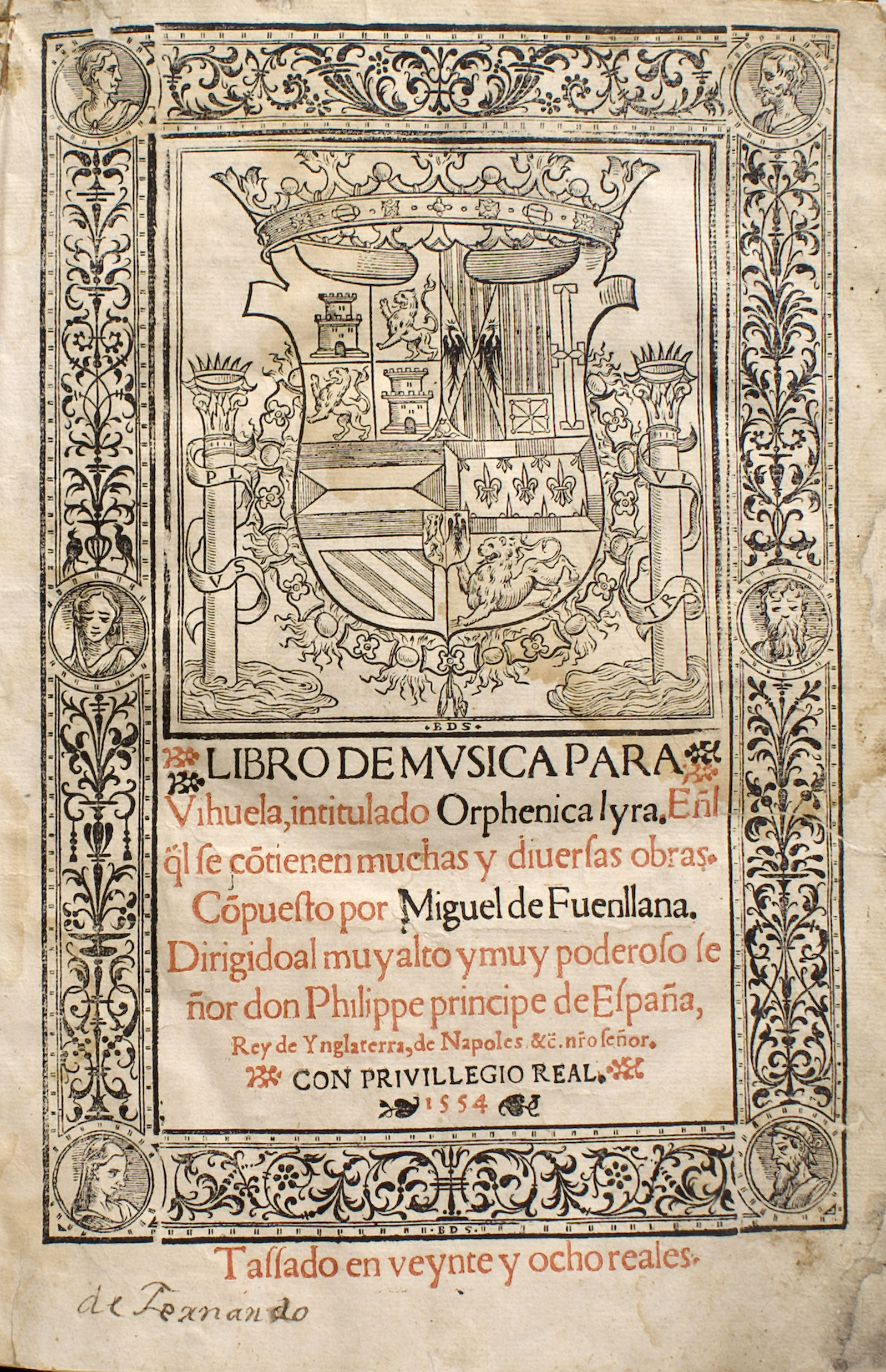
Orphenica Lyra (Titelblatt), 1554

Über Miguel de Fuenllana erschien im Jahr 1672 eine kurze Biografie von Nicolás Antonio, in der sich die Angabe befindet, sein Geburtsort sei die Ortschaft Navalcarnero bei Madrid; jedoch ist die angegebene Jahreszahl (1557) offensichtlich unrichtig. Vielmehr liegt sein Geburtsjahr eher zwischen 1525 und 1530. Fuenllana war seit seiner Geburt blind; er ist möglicherweise identisch mit einer Person dieses Namens, die von dem Autor P. Luis Zapata in der um 1592 veröffentlichten Schrift Miscelánea als berühmter blinder berittener Führer (postillón) unter der Herrschaft Karls V. (somit vor 1556) bezeichnet wird. Der früheste direkte Beleg zu seiner Biografie ist das im August 1553 ausgestellte Druckprivileg zu seinem 1554 erschienenen Werk Orphenica Lyra, das er dem Kronprinz Don Philipp widmete.
Zu dieser Zeit lebte Fuenllana in Valladolid am Hof des spanischen Königs. Fuenllanas Arzt und sein Schwiegervater Juan de Salazar beauftragten im März 1554 den Drucker Martin de Montesdoca mit der Herstellung dieses Werks, und der Druck von 1000 Exemplaren wurde am 2. Oktober 1554 fertiggestellt. Im darauf folgenden Jahr erscheint Fuenllana als Vecino (Einwohner und Steuerzahler) der Stadt Sevilla; in diesem Dokument beauftragt er seinen Diener Juan Ruiz mit der Vollmacht, Raubdrucke der Orphenica Lyra zu beschlagnahmen. Die Tatsache, dass er dieses Dokument wegen seiner Blindheit nicht selbst unterschreiben konnte, gilt als Beweis seiner Sehbehinderung gegen die Zweifel einiger Musikforscher des 20. Jahrhunderts. Der Komponist Juan Bermudo bezeichnet im gleichen Jahr 1555 Fuenllana als einen herausragenden Vihuelisten seiner Zeit, und dass er als Musiker im Dienst der Marquesa de Tarifa stehe; für diese Aussage gibt es aber keine weiteren Quellen. Im Jahr 1559 wurde der Ehemann der Marquesa, der Herzog von Alcalá, Pedro Afán de Ribera, zum Gouverneur in Neapel ernannt, und Fuenllana schied vielleicht um diese Zeit aus ihren Diensten aus.
Ab dem Jahr 1560 wirkte er am Hof von Isabella von Valois, der dritten Frau von König Philipp II., in der Stellung eines Kammermusikers mit einem Jahresgehalt von 50.000 Maravedís und blieb bis zu Isabellas Tod im Juni 1569. Einige der folgenden Jahre sind nicht belegt; Fuenllana diente dann von 1574 bis 1578 als Kammermusiker bei König Dom Sebastian von Portugal mit dem beachtlich hohen Jahresgehalt von 100.000 Maravedís. Für seine spätere Zeit sind die überlieferten Informationen widersprüchlich. Einerseits sind für das Jahr 1591 Zahlungen an seine Verwandten belegt, die den Schluss erlauben, der Komponist sei zu diesem Zeitpunkt bereits verstorben; zum anderen behauptete Fuenllanas verwitwete Tochter Catalina in einem Bittgesuch an Philipp IV., ihr Vater habe sowohl Philipp II. († 1598) als auch Philipp III. zusammen über 46 Jahre gedient, also bis zum Jahr 1606.

## Bedeutung

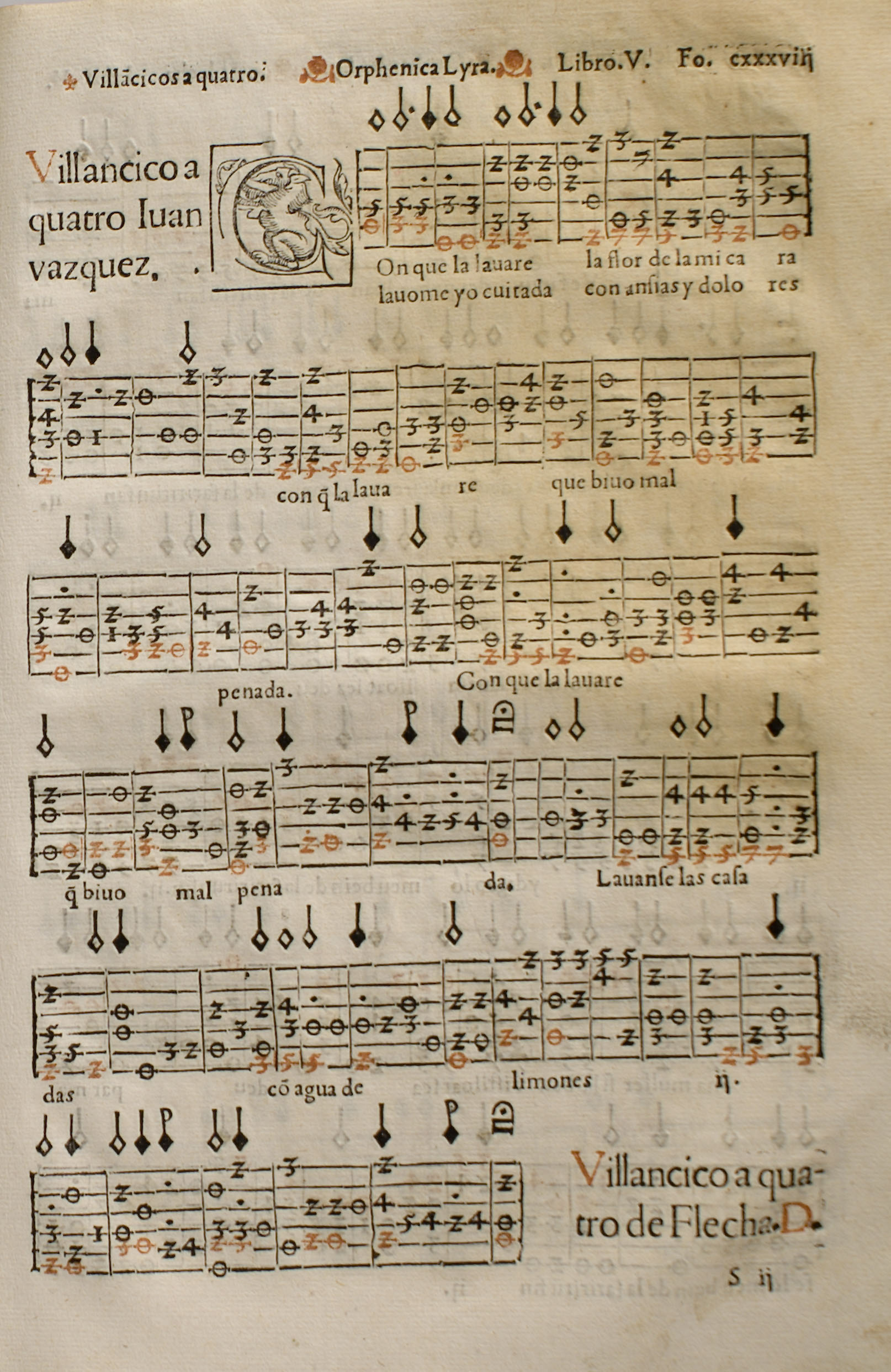
Tabulatur in Orphenica Lyra, 1554

Miguel de Fuenllana gehört zu den bedeutendsten Komponisten für Vihuela. In seinem Hauptwerk, der sechs Bücher umfassenden Sammlung Orphenica Lyra mit 175 Blatt in spanischer Tabulaturnotation, sind 188 Kompositionen enthalten, wobei die ersten drei Bände einen pädagogischen Plan verfolgen. Die beiden zahlenmäßig stärksten musikalischen Gattungen sind 119 Intabulierungen (Übertragungen vorhandener Stücke der Vokalpolyphonie anderer Komponisten) für Vihuela und 51 Fantasien, die von ihm selbst stammen und zu den bedeutendsten Werken des auch auf der Gitarre gespielten Vihuela-Repertoires gehören. Es ist auch eine Reihe von Stücken für Singstimme (in Mensuralnotation) mit Begleitung enthalten, wobei das Singen der markierten Stimme nicht obligat war und auch vom Vihuelisten selbst übernommen werden konnte.
Die meisten Stücke sind für die sechssaitige bzw. sechschörige vihuela común geschrieben; es sind jedoch auch Stücke für die fünfchörige Vihuela und die vierchörige Gitarre enthalten. Neben den erwähnten Fantasien enthält die Sammlung auch acht nach Tonarten (Modi) geordnete tientos von ihm selbst. Die Intavolierungen gehen auf Kompositionen von Josquin des Préz, Nicolas Gombert, Cristóbal de Morales, Adrian Willaert, Jakob Arcadelt, Philippe Verdelot, Francesco Corteccia, Francisco Guerrero und Juan Vásquez zurück; es sind auch Tabulaturen von drei vollständigen ensaladas (Quodlibets) von Mateo Flecha (1481–1553) enthalten. Fuenllanas Intavolierungen sind im Grunde notengetreue Übertragungen der vokalen Vorlagen, die nur in den Kadenzen leichte Verzierungen tragen. Die einzige reicher verzierte Intavolierung ist seine glosa über das Stück „Tant que vivray“ von Claudin de Sermisy (≈1495–1562), welche direkt auf die nicht verzierte Version folgt. Am Schluss der Sammlung steht Fuenllanas eigene Motette „Benedicamus patrem“.
Die Fantasien dieser Sammlung stellen in der Mehrheit komplexe imitatorische Kompositionen dar, die auf Fuenllanas stark rhetorisch geprägtem Musikideal beruhen. In ihnen sind aufeinanderfolgende Episoden zu längeren Perioden zusammengeschlossen, und die meisten Fantasien bestehen aus zwei oder drei solcher Perioden, die in ihrer Aufeinanderfolge ein sicheres Gefühl für Balance, Proportion und architektonische Planung erkennen lassen. Bei zwei Fantasien, die von der Parodietechnik Gebrauch machen, beweist Fuenllana sein fundamentales Verständnis für die Struktur und den Stil der verwendeten Vorlagen: Fantasie Nr. 14 beruht auf der Motette „Ave Maria“ von Adrian Willaert und Nr. 23 auf „Veni domine“ von Cristóbal de Morales.
Außer den Kompositionen beinhaltet das Werk Orphenica Lyra auch eine Einführung in die Tabulatur-Notation, in die Modus-Theorie und ungewöhnlich detaillierte Erläuterungen zur Spielpraxis und Spieltechnik der Vihuela (drei verschiedene Zupftechniken für die Saiten, Ratschläge für möglichst effektvolle Anschläge von Akkorden, Hinweise zu besonderen Verwendungsarten des rechten Daumens, zu Fingersätzen der rechten Hand und anderes).

## Werke
- Libro de musica para vihuela, intitulado Orphenica lyra. En el qual se cotienen muchas y diversas obras. Sevilla 1554.[3] Faksimile-Reprint: Éditions Minkoff, Genf 1981.
  - Buch 1: zweistimmige Kompositionen, die größtenteils aus Messen entnommen sind
  - Buch 2: Intavolierungen von drei- und vierstimmigen Motetten anderer Komponisten, jeweils mit einer nachfolgenden Fantasie von Fuenllana im gleichen Modus
  - Buch 3: Tabulaturen, die auf fünf- und sechsstimmigen Werken derselben Komponisten beruhen
  - Buch 4–6: sehr vielfältiges Material wie Intavolierungen von Cantus-firmus-Werken, Messesätzen, Falsobordoni und weltlicher italienischer und spanischer Musik (Madrigale, Villanescas und Romanzen), darunter auch die ensaladas von Mateo Flecha. Im 6. Buch finden sich Stücke für die vierchörige Gitarre.